# Guillaume Visser
Guillaume Visser (Amberes, 20 de abril de 1880-Gante, abril de 1952) fue un deportista belga que compitió en remo. Ganó diecinueve medallas en el Campeonato Europeo de Remo entre los años 1903 y 1912.

## Palmarés internacional
| Campeonato Europeo | Campeonato Europeo    | Campeonato Europeo | Campeonato Europeo |
| Año                | Lugar                 | Medalla            | Prueba             |
| ------------------ | --------------------- | ------------------ | ------------------ |
| 1903               | Venecia (Italia)      | Medalla de oro     | Dos con timonel    |
| 1903               | Venecia (Italia)      | Medalla de oro     | Cuatro con timonel |
| 1903               | Venecia (Italia)      | Medalla de oro     | Ocho con timonel   |
| 1904               | París (Francia)       | Medalla de oro     | Cuatro con timonel |
| 1904               | París (Francia)       | Medalla de oro     | Ocho con timonel   |
| 1904               | París (Francia)       | Medalla de plata   | Dos con timonel    |
| 1905               | Gante (Bélgica)       | Medalla de oro     | Dos con timonel    |
| 1905               | Gante (Bélgica)       | Medalla de oro     | Cuatro con timonel |
| 1905               | Gante (Bélgica)       | Medalla de plata   | Ocho con timonel   |
| 1906               | Pallanza (Italia)     | Medalla de oro     | Cuatro con timonel |
| 1906               | Pallanza (Italia)     | Medalla de plata   | Dos con timonel    |
| 1907               | Estrasburgo (Francia) | Medalla de oro     | Dos con timonel    |
| 1907               | Estrasburgo (Francia) | Medalla de oro     | Cuatro con timonel |
| 1908               | Lucerna (Suiza)       | Medalla de oro     | Dos con timonel    |
| 1910               | Ostende (Bélgica)     | Medalla de oro     | Dos con timonel    |
| 1910               | Ostende (Bélgica)     | Medalla de oro     | Ocho con timonel   |
| 1910               | Ostende (Bélgica)     | Medalla de plata   | Cuatro con timonel |
| 1911               | Como (Italia)         | Medalla de bronce  | Dos con timonel    |
| 1912               | Ginebra (Suiza)       | Medalla de plata   | Cuatro con timonel |